# Hudson, Wisconsin
Hudson este sediul comitatului Saint Croix, statul Wisconsin, Statele Unite ale Americii.
1. ↑   https://www.hudsonwi.gov/225/Mayor-Rich-OConnor, accesat în 25 septembrie 2024 Lipsește sau este vid: |title= (ajutor)
2. ↑  2010 U.S. Gazetteer Files, accesat în 9 iulie 2020
3. ↑  Geographic Names Information System